# Abaca
Espèce
Classification APG III (2009)
L'abaca (ou chanvre de Manille), Musa textilis, est une espèce de plantes à fleurs de la famille des Musaceae. C'est un bananier originaire des Philippines.
Il est cultivé depuis longtemps aux Philippines pour les fibres de son pseudo-tronc qui peuvent être transformées en cordages, vêtements et objets d’artisanat. Elles servent aussi à la fabrication de papiers spéciaux tels que les billets de banque, de papiers filtres, de sachets de thé entre autres.

## Étymologie
Le nom de genre Musa est un emprunt à l’arabe مَوْزَة, mawsa, « banane ». Le nom générique choisi par Linné a été publié dans Species plantarum en 1753. Ce nom est également un hommage à Antonius Musa, médecin de l’empereur Auguste.
L'épithète spécifique textilis est le nom latin désignant un « tissu » (tissé), en raison de l’usage de la fibre textile de l’espèce.
Le terme français abaca est un emprunt probable (en 1664) à l’espagnol abaca, lui-même emprunté au tagalog abaka. Le mot désigne l’arbre Musa textilis et sa fibre. Ce nom est masculin mais il a été féminin jusqu’en 1752.

## Nomenclature
Le botaniste espagnol d’origine française, Luis Née (1735-1807) accompagna l’expédition dirigée par Alessandro Malaspina et José de Bustamante y Guerra dans l’exploration des possessions espagnoles d’Amérique et d’Asie. Il ramena une énorme collection de spécimens de plantes qu’il décrivit peu à peu dans une revue scientifique. Il publia la description de Musa textilis en 1801, dans Anales de Ciencias Naturales 4: 123.

## Synonymes
Selon Powo, les synonymes sont
- Musa abaca Perr.
- Musa amboinensis Miq.
- Musa mindanaensis Miq.
- Musa tikap Warb.

## Description
L’abaca est une plante herbacée, vivace, qui se développe à partir de courts rhizomes donnant naissance à un groupe de plusieurs à une douzaine de pseudotroncs, de 3 à 8 m de haut, et de 12 à 30 cm de diamètre, surmontés d’un faisceau de feuilles. Ces pseudo-troncs sont formés par l’emboîtement de gaines foliaires,.

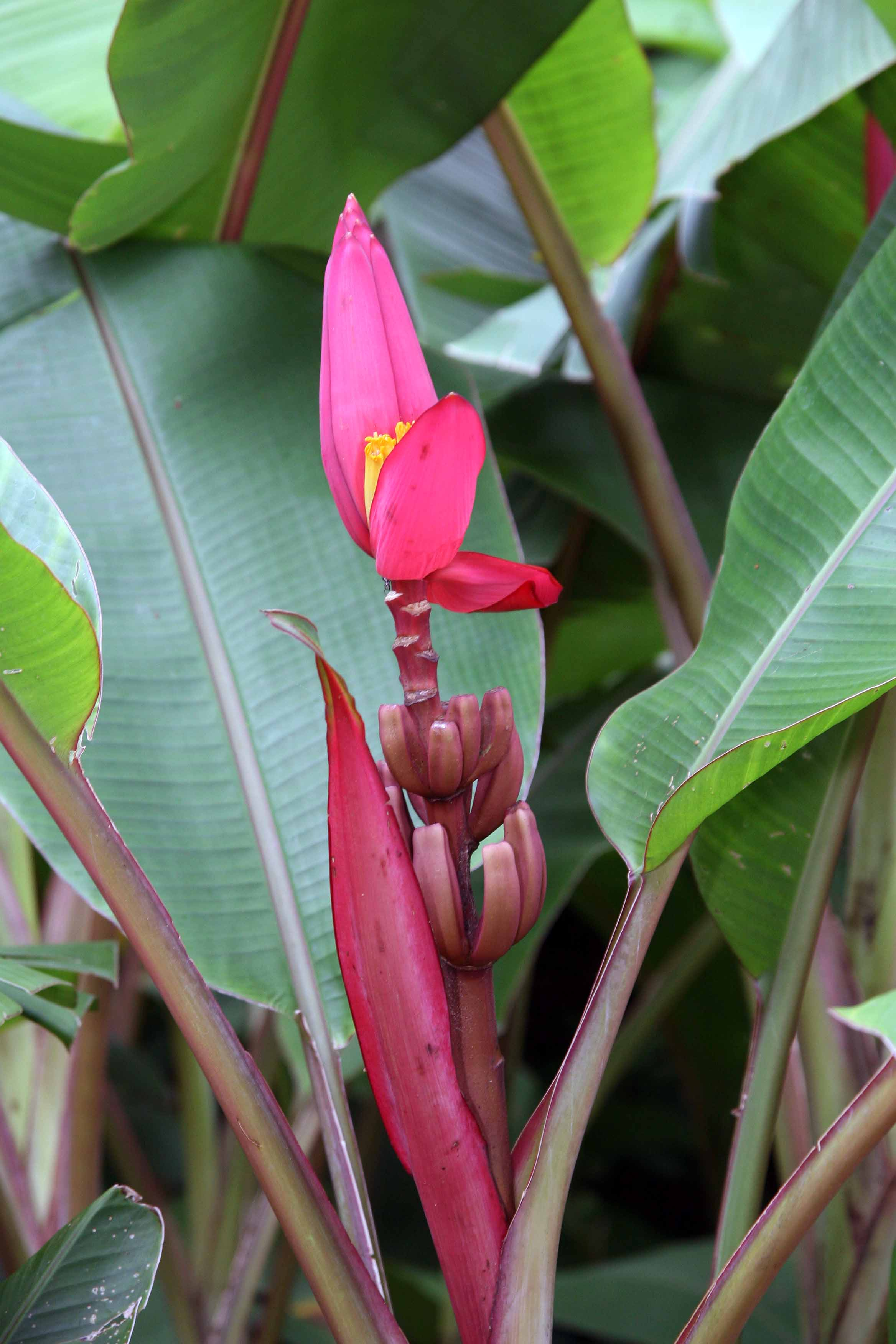
Inflorescence portant fleurs et fruits.

Chaque gaine foliaire se prolonge au début de sa croissance, par un pétiole et un limbe. Les gaines foliaires les plus anciennes qui ont perdu leurs pétiole et limbe sont à l’extérieur du pseudo-tronc; les gaines les plus récentes sont au centre. Le pétiole fait de 60 à 70 cm de long, et le limbe est oblong, et fait de 1,2 à 2,4 m de long sur 20 à 40 cm de large. La face supérieure est d’un vert vif et la face inférieure pruineuse et souvent avec de grandes taches brunes. Le limbe est parcouru par une nervure médiane trapue.
L’inflorescence terminale est longue, d’abord verticale puis pendante. Elle est composée de bractées fortement imbriquées entre elles, avec à leur aisselle un groupe de fleurs. Les bractées sont brun rougeâtre, celles qui sont stériles sont vertes ou verdâtres, jusqu’à 50 cm de long. Les bractées sont de forme ovales, de 10 × 6 cm. Chaque bractée porte de 10 à 12 fleurs en deux rangées. Les fleurs dans les bractées de la base sont femelles ou bisexuelles, celles des bractées distales sont mâles. Parfois dans les formes cultivées toutes les fleurs sont stériles.
L’abaca est pollinisé par les chauves-souris. C’est une plante allogame, demandant une fécondation croisée entre deux individus distincts.
Le fruit est une baie verte, légèrement trigone, recourbée de 5 à 9 cm de long sur 2 à 3 cm de diamètre, non comestible en raison de sa forte teneur en grosses graines noires. Les graines sont noires d’environ 7 mm de diamètre.
À maturité des fruits, le pseudo-tronc meurt. Des drageons du même rhizome, prennent en général le relais.
Parmi plus de 400 cultivars d’abaca aux Philippines, seuls 20 ont une importance commerciale.

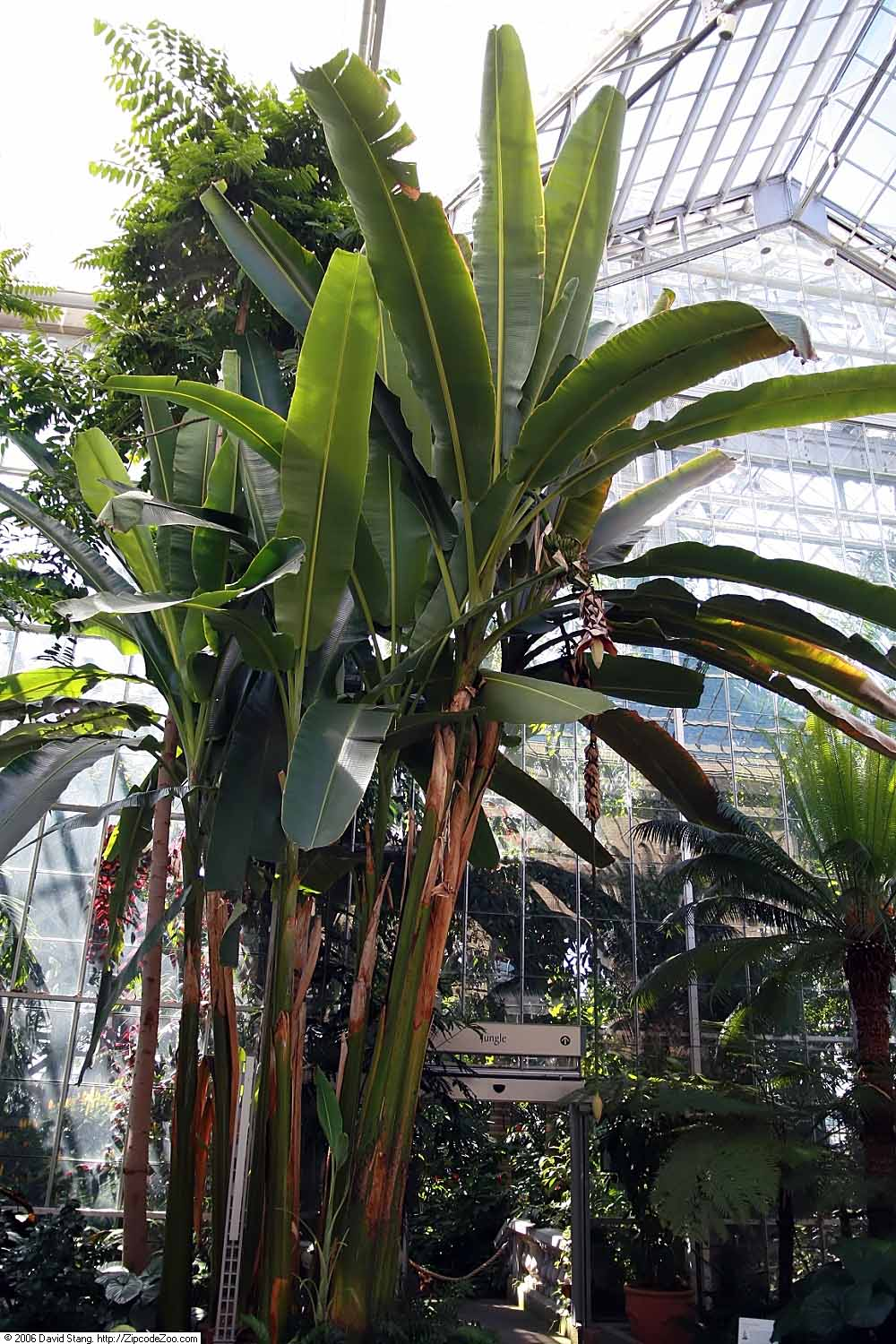
Musa textilis.
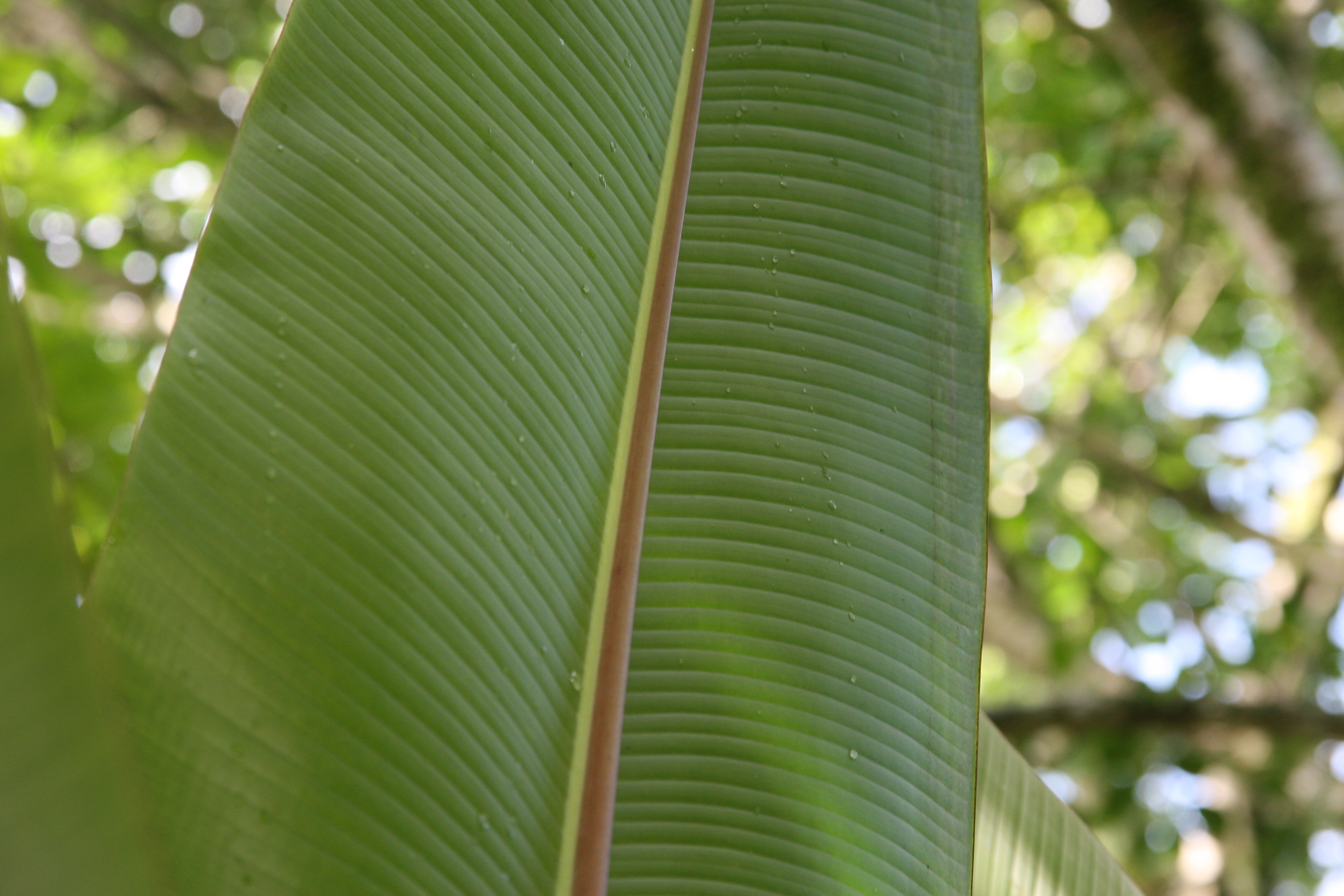
Feuille.
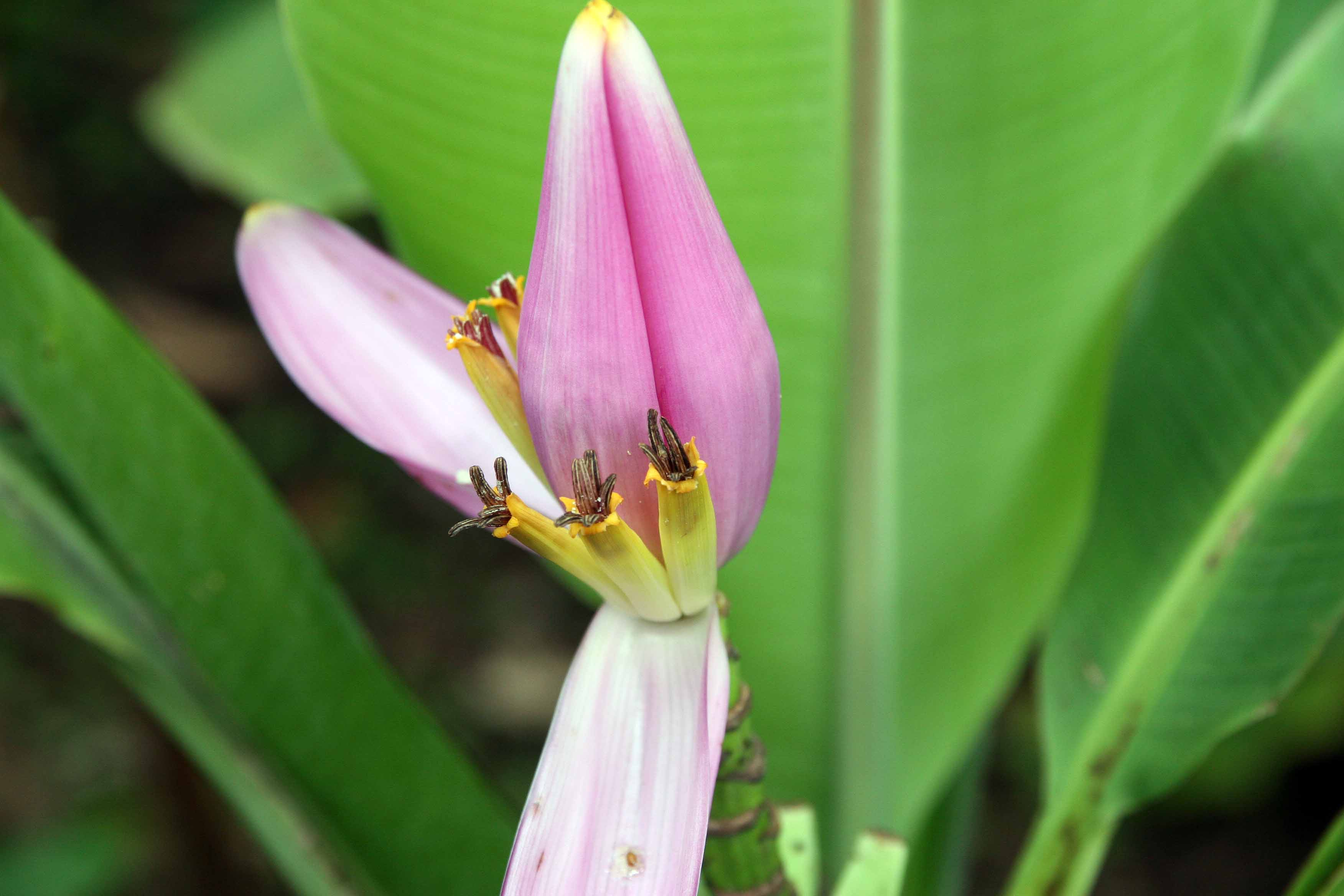
Fleurs femelles.
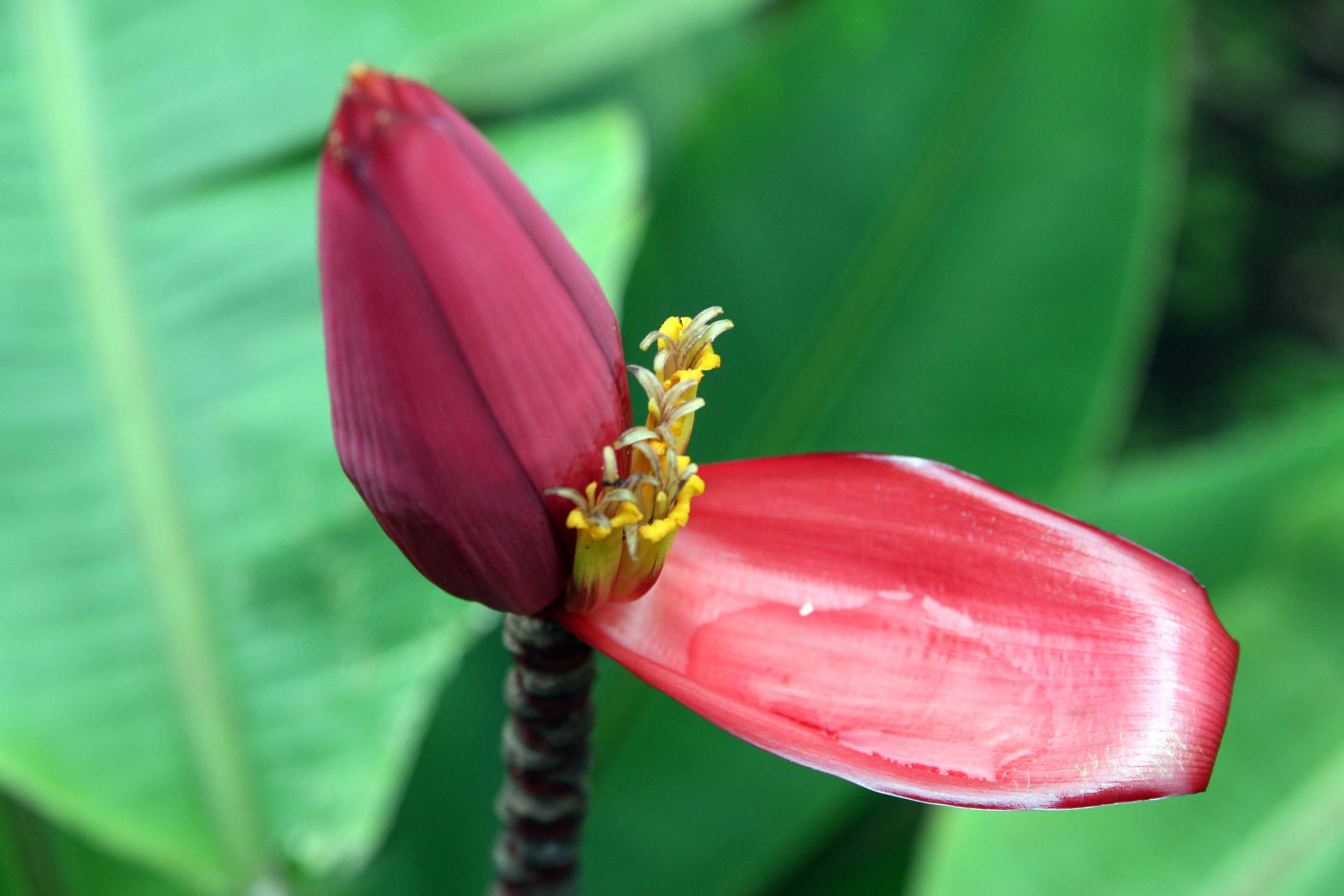
Fleurs femelles.
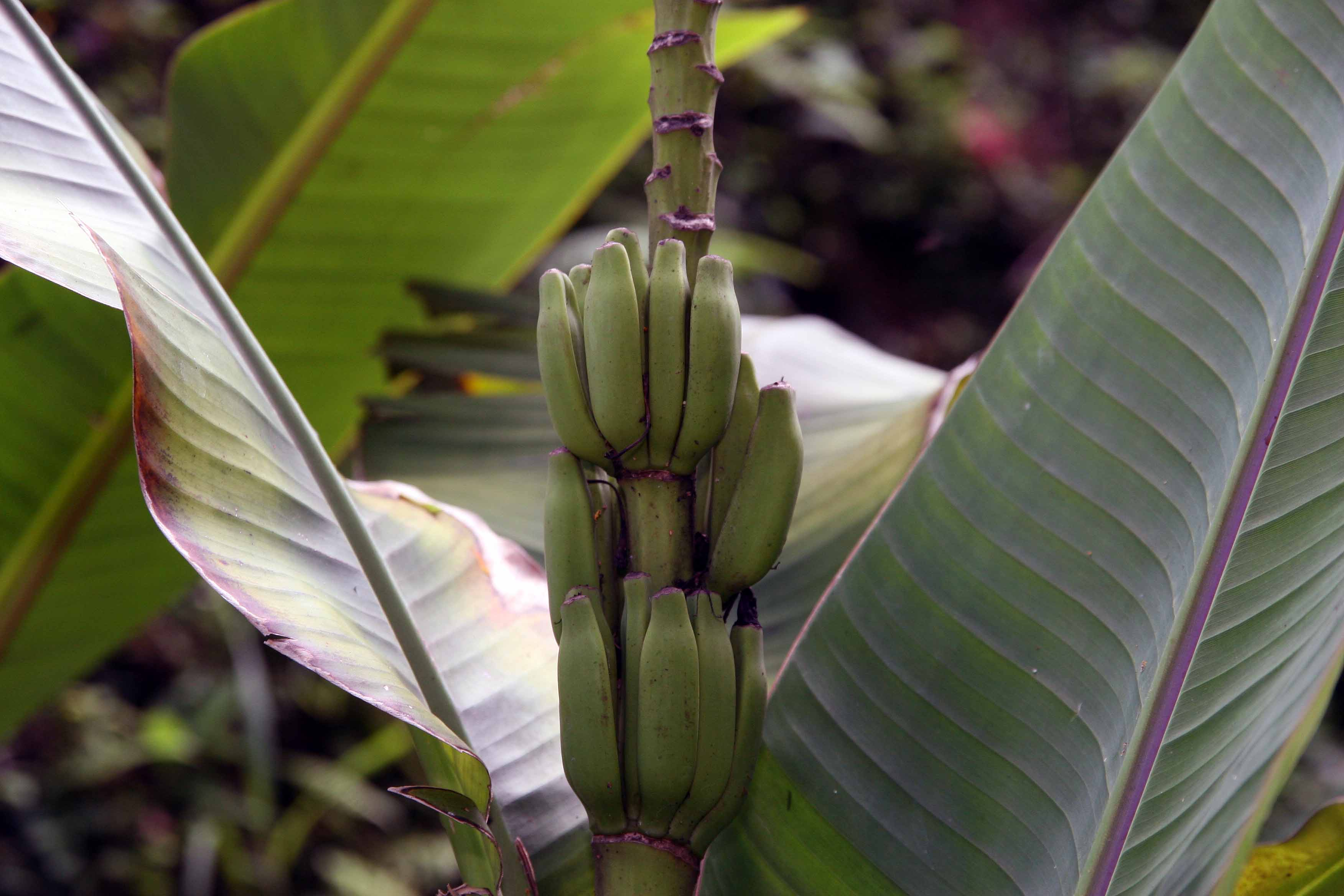
Fruits.

## Distribution
Selon Powo (Kew), Musa textilis est originaire des Philippines. Il a été introduit aux îles Andaman, Bornéo, îles Caroline, Chine du Centre-Sud et du Sud-Est, au Costa Rica, Java, Myanmar, île Nicobar, Trinidad-Tobago.
Actuellement, il est cultivé aux Philippines et dans d’autres pays d’Asie du Sud-Est, en Chine (Guangdong, Guangxi, Yunnan), ainsi qu’en Amérique centrale et en Équateur (notamment la province de Santo Domingo de los Tsáchilas)  et en Afrique (Guinée équatoriale, Kenya).

## Culture

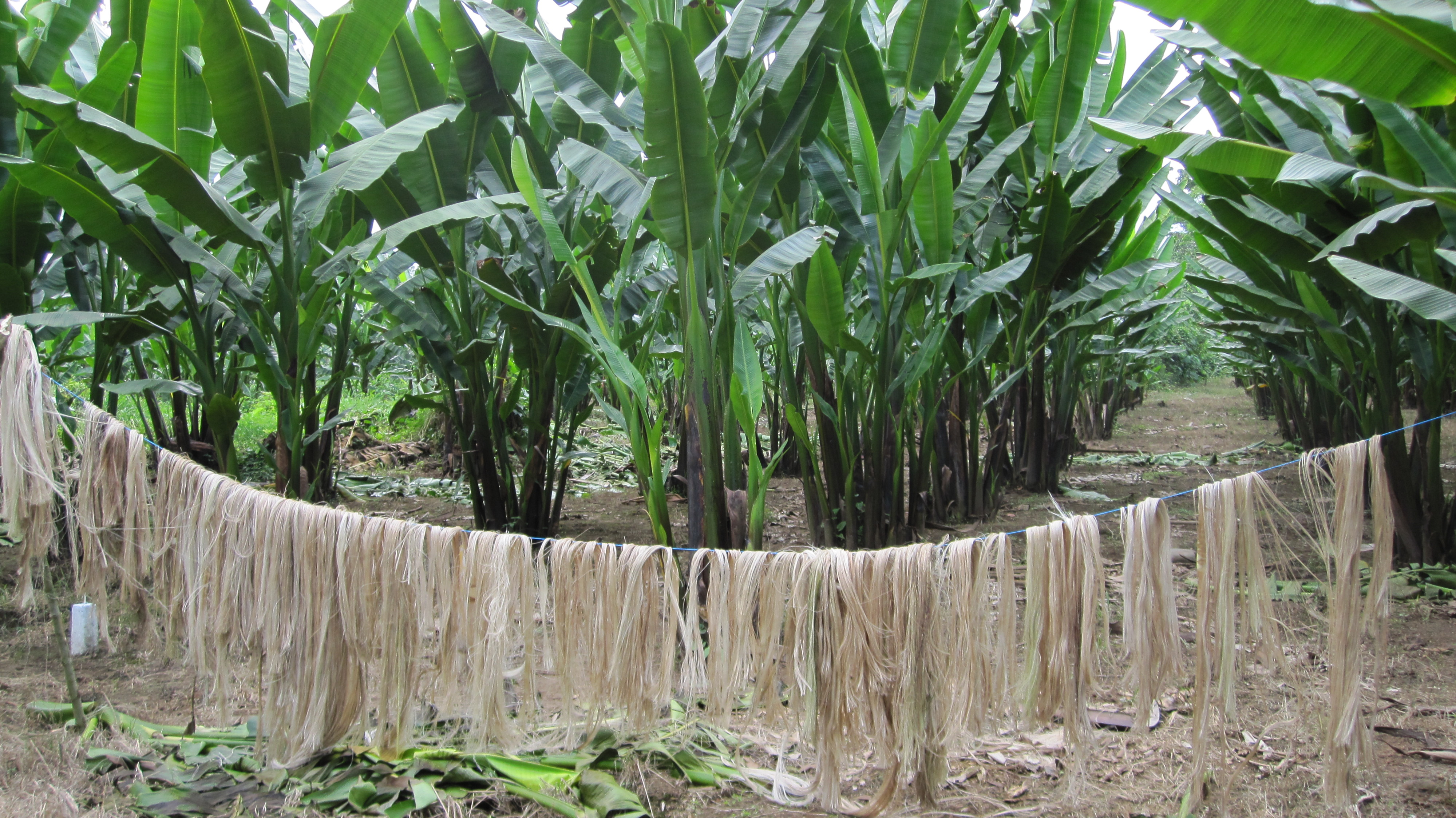
Fibres d'abaca séchant sur le bord d'une plantation au Costa Rica.

La culture de l’abaca commence aux Philippines à partir de 1830. L’occupation des Philippines par les États-Unis en 1904 marqua un tournant dans la production. Les Américains établissent des plantations dans l’île de Mindanao, dans la région de Davao et lancent des programmes de recherche en vue d’améliorer le rendement et la qualité des fibres. Quelques années plus tard, les Japonais, pourvus d’importants capitaux s’installent aussi à Davao.
Jusque dans les années 1920, il n’existait pas ou peu de cultures commerciales en dehors des Philippines.
Selon des estimations de la FAO, la production mondiale annuelle moyenne de fibres d’abaca en 2001–2005 était d’environ 99 000 t. Les principaux producteurs étaient les Philippines avec une moyenne annuelle d’environ 69 000 t et l’Équateur avec environ 28 000 t.
En 2020, les deux plus gros producteurs d’abaca sont les Philippines et l’Équateur, suivis de loin par le Costa Rica et l’Indonésie.
| Production d’abaca en tonnes |        |
| Pays                         | 2020   |
| Philippines                  | 67 388 |
| Équateur                     | 36 634 |
| Costa Rica                   | 1 242  |
| Indonésie                    | 561    |

L’abaca a besoin des conditions chaudes et humides des tropiques pour bien pousser. Il est cultivé avec succès à des latitudes comprises entre 5°S et 15°N, avec une température moyenne de 27 °C, et une humidité relative d’environ 80 %.
Quand le premier pseudo-tronc pousse à partir de semis, de nombreux drageons commencent également à pousser à la base de la plante. Les plantes provenant de drageons d'un an peuvent fleurir 10–12 mois après leur transplantation, et celles provenant de cormes (organe de réserve souterrain) après 16 à 18 mois.

## Récolte

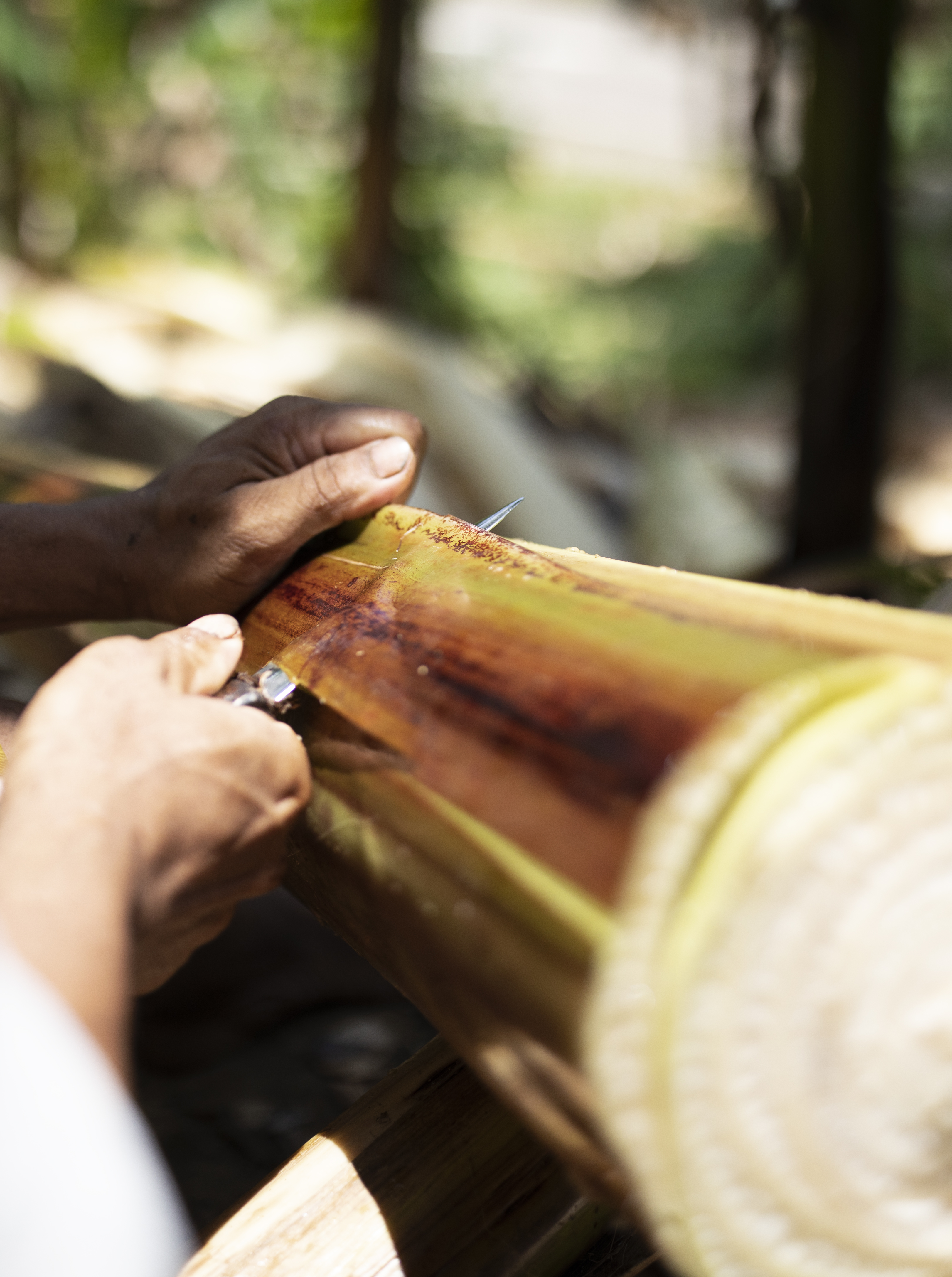
Extraction des fibres de la gaine foliaire.

Les pseudo-troncs sont récoltés individuellement à l’apparition de la feuille terminale, une petite feuille qui précède la sortie de l’inflorescence. La récolte d’un pseudo-tronc consiste à écimer le tronc à la base des limbes et à abattre le tronc par une coupe oblique à proximité du niveau du sol.
Dans les 24 heures suivant la coupe du pseudo-tronc, les gaines foliaires sont déroulées une par une. La qualité des fibres varie suivant leur position dans le pseudo-tronc. Les gaines extérieures donnent des fibres solides, grossières et plus sombres (meilleures pour des cordages) et les gaines intérieures donnent des fibres plus légèrement colorées, moins résistantes, et plus fines (meilleures pour la fabrication de papier).
Les couches extérieures des gaines foliaires sont détachées en rubans de 5–8 cm de large, avec un couteau ou un morceau de bambou pointu. Ces rubans (ou tuxies) sont ensuite nettoyés de leur pulpe.

## Propriétés de la fibre

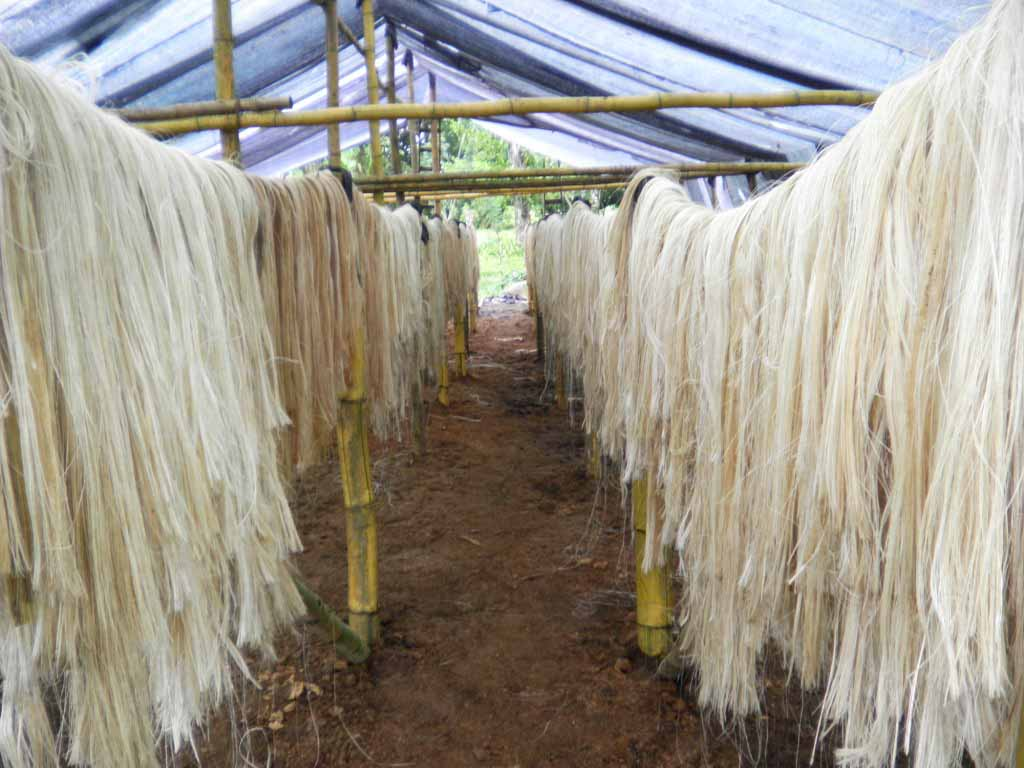
Fibres d’abaca mises à sécher.

La fibre primaire est obtenue à partir des faisceaux vasculaires de la couche extérieure de la gaine foliaire. La couche intermédiaire contient une petite quantité de fibres secondaires fragiles, et la couche interne ne contient pas de fibres.
La fibre de l’abaca est classée parmi les fibres dures, comme le sisal. Elle est remarquable pour sa solidité et sa résistance à l’eau douce et salée. Elle est trois fois plus résistante que la fibre de coton (Gossypium spp.), deux fois plus que le sisal et est également plus résistante que le chanvre (Cannabis sativa L.) et le chanvre du Bengale (Crotalaria juncea L.). Elle est plus résistante à l’eau salée que la plupart des autres fibres végétales.
L’industrie du papier utilise les meilleures qualités de fibre d’abaca pour les papiers poreux et résistants tels que les sachets de thé et le papier d’emballage de saucisses. Les qualités inférieures sont utilisées pour fabriquer des papiers résistants tels que les sacs d’aspirateurs et les enveloppes de Manille.

## Utilisations
L’abaca a une importance économique, en raison de sa fibre, appelée chanvre de Manille, extraite de la gaine foliaire du pseudo-tronc.

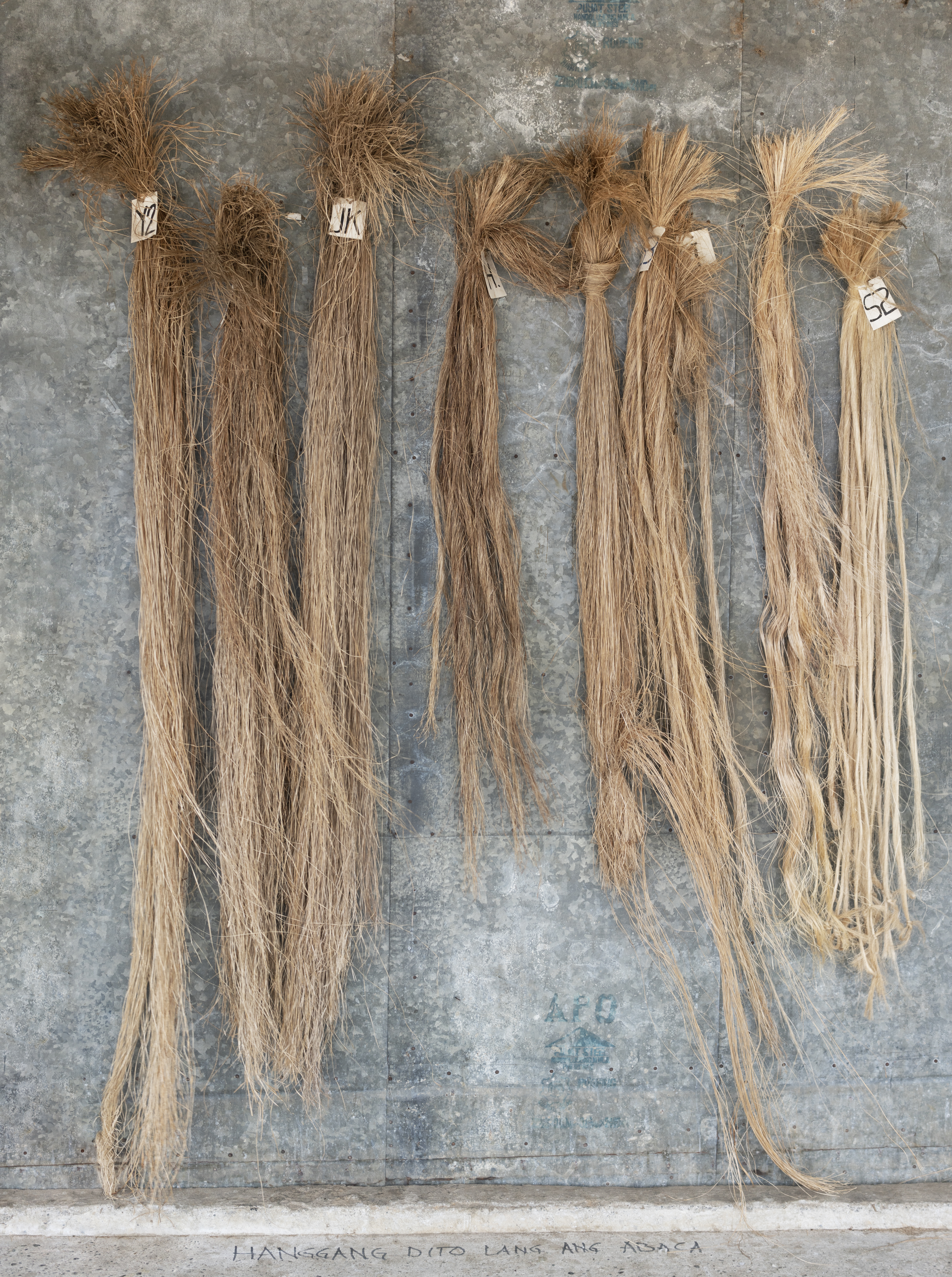
Fibres d’abaca classées par couleur
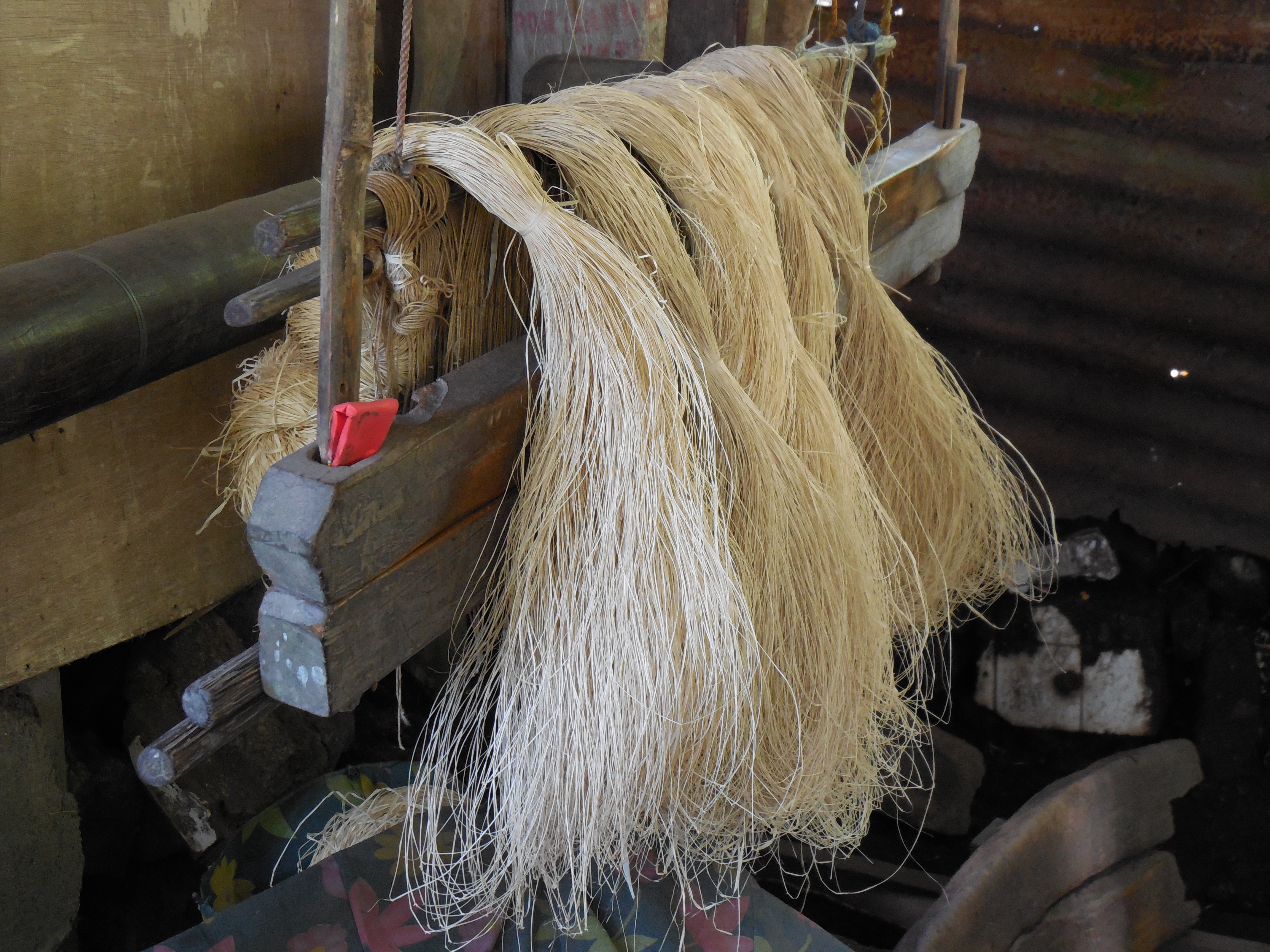
Fibres d’abaca sur un métier à tisser (Philippines)
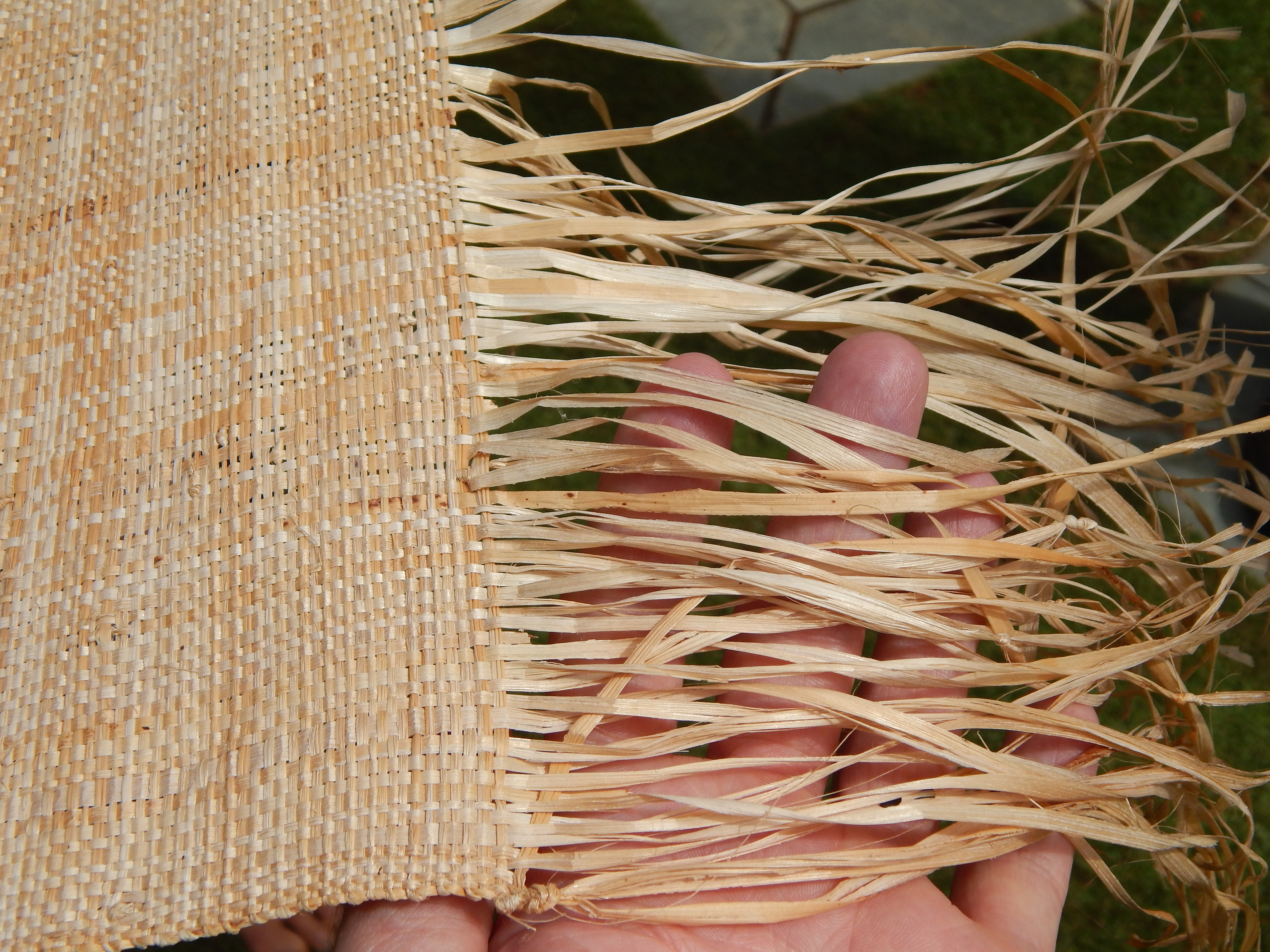
Jupe tissée d’abaca (Hawaï)
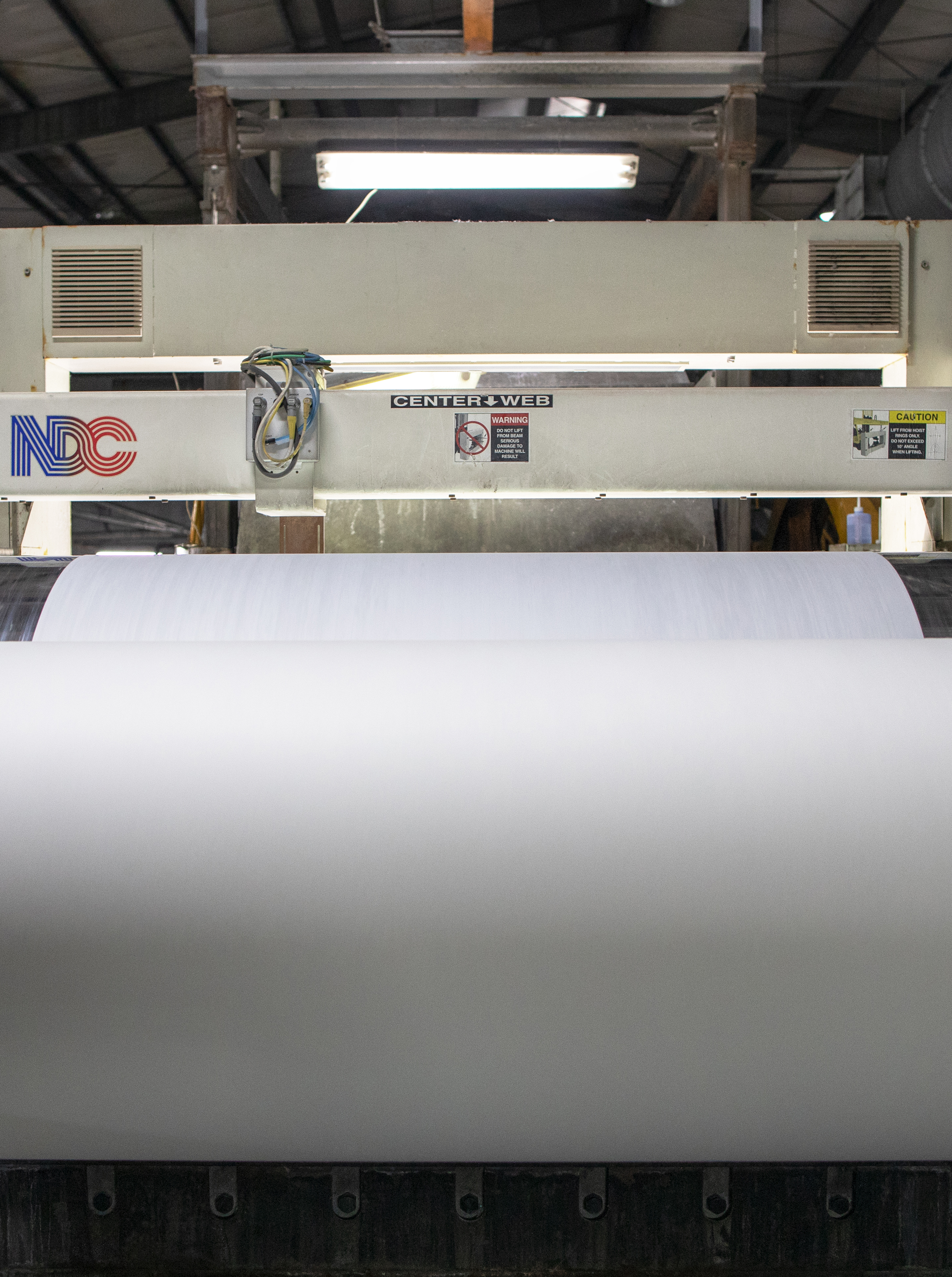
Fabrication du papier d’abaca

La fibre est utilisée pour fabriquer des ficelles et des cordes. Elle a longtemps été la fibre préférée pour les cordages de pêcheurs et des marins, en raison de sa solidité et de sa résistance à l’eau de mer mais cet usage s’est retreint avec l’avènement des fibres synthétiques.

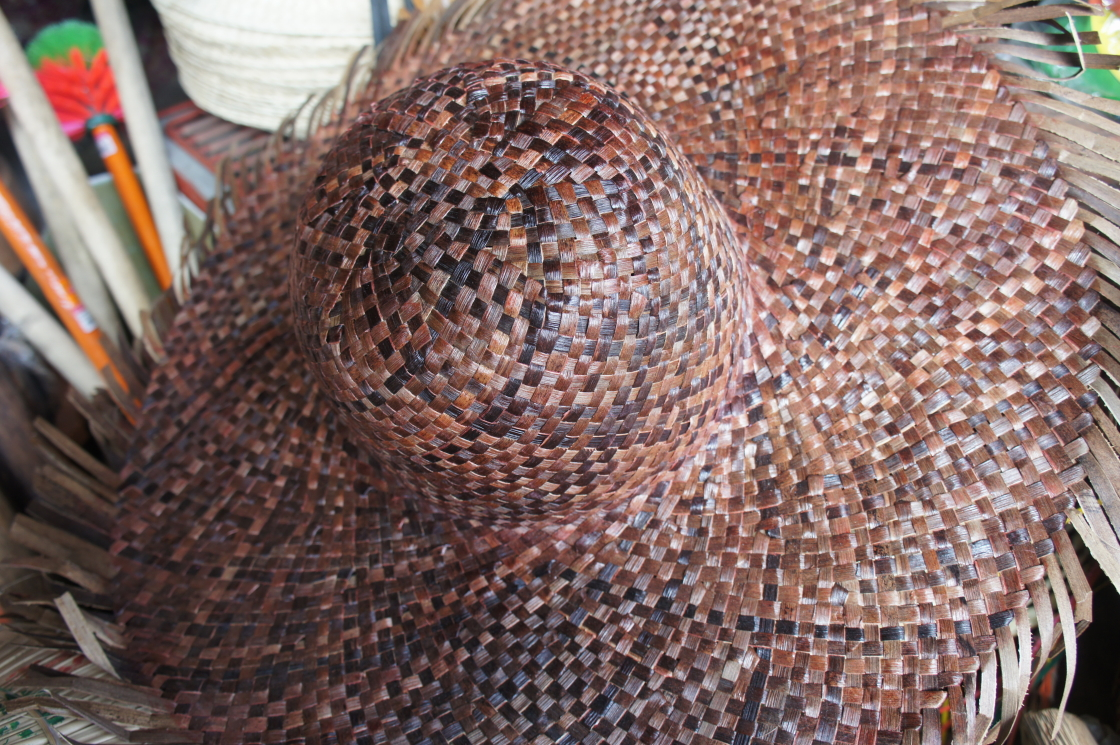
Chapeau d’abaca.

Actuellement, la fibre sert principalement à fabriquer différents produits en papier, comprenant des sachets de thé, des billets de banque, du papier filtre, du papier d’emballage de saucisses, du papier pour condensateurs, du papier à cigarettes et les fameuses enveloppes de Manille (qui étaient traditionnellement fabriquées à partir de vieux cordages en abaca).
Au Japon, l’abaca est utilisé dans la fabrication des kairyo hanshi ou papiers hanshi améliorés, après la seconde guerre mondiale. En Thaïlande, l’abaca est utilisé dans la confection de papier fantaisie et d'objets artisanaux. Il est aussi utilisé pour fabriquer des papiers pour l’écriture ou l’impression.
Une fois floconnée, la fibre convient à la fabrication de textiles. Le floconnage est un processus au cours duquel les paquets de fibres sont coupés à une longueur uniforme afin qu’ils puissent être filés dans un dispositif de filature du coton. Elle sert à fabriquer des étoffes haut de gamme, particulièrement des mélanges avec de la soie ou de la fibre d’ananas (Ananas comosus (L.) Merr.).
La fibre de l’abaca est également utilisée pour des produits artisanaux tels que des paniers, des dessous de plat, des hamacs, des sacs et des chaussures. Elle trouve de plus en plus d’usages dans des matériaux de construction manufacturés tels que les panneaux de revêtement, les carreaux de sol et les tuiles, et comme fibre de renfort dans l’asphalte et le béton. Elle est aussi utilisée dans les composites de plastique en carrosserie automobile comme substitut au renfort par des fibres de verre.